# Cot Mane (Samalanga)
Cot Mane is een bestuurslaag in het regentschap Bireuen van de provincie Atjeh, Indonesië. Cot Mane telt 361 inwoners (volkstelling 2010).